# Jan Helge Jansson
Jan Helge Jansson, född 3 mars 1933 i Stockholm, död 3 mars 2001 i Harakers församling, Västmanlands län, var en svensk fotograf, grafiker, konsthantverkare och tecknare.
Jan Jansson var fotograf åt skulptörerna Lars Englund och Arne Jones med dokumentation av verk på foto och film. Han skapade fotoförlagan till förstadagsfrimärke av Arne Jones skulptur "Rum utan filial".
Jan Janssons egna bilder var ofta naturmotiv, vilket ses i serigrafierna och motiven i eloxerad aluminium från sent 1970-tal och tidigt 1980-tal. 
Hans senare verk var underfundiga skulpturer av trä och fynd som naturen bearbetat.
Utöver eget bildskapande fungerade Jan Helge Jansson som grafiker och tryckare åt bland annat västeråskonstnärerna Osmo Isaksson, Erik Idar, Bo Svärd och Håkan Thorsén.

## Utställningar och representation
Jan Jansson har haft separatutställningar samt deltagit i samlingsutställningar på Västeråsgallerierna Bild och Form, Konstnärsföreningen och Galleri Belle, liksom på Västerås konstmuseum. Tidiga separatutställningar i Stockholm och Norrköping, samlingsutställningar i Fagersta och Eskilstuna.
- 1972 fick han Västerås Kulturnämnds Stipendium och har gjort arbeten för offentlig miljö för Landstinget Västmanland.
- 1978 gjorde han fotoförlagan till bruksfrimärke 2 kr 50 öre, motiv efter skulpturen "Rum utan filial" av Arne Jones.
- 1981 separatutställning på Svenska Kyrkan New York, 1982 på galleri Images of the North, San Francisco.